# Хайналь, Тамаш
Та́маш Ха́йналь (венг. Hajnal Tamás; 15 марта 1981, Эстергом, Венгрия) — венгерский футболист, игравший на позиции полузащитника.

## Карьера
Тамаш начинал тренироваться за местный клуб «Золтек», находящийся в его городе. В 12 лет попал на заметку в самый сильный клуб Венгрии — «Ференцварош». А уже в 16 лет вышел на поле в официальном матче. Было ясно, что игроком основы Тамаш не станет, но терять такой талант тоже не хотелось. Хайналь переходит в «Вац», откуда практически сразу же следует в немецкий «Шальке 04». 26 ноября 1999 года Тамаш дебютировал в Бундеслиге в матче против «Ульма», закончившемся вничью 1:1. Хайнал вышел на поле на 73-й минуте, заменив Иржи Немеца. Всего в сезоне 1998/99 Тамаш провёл восемь матчей. Но после этого сезона он ни сыграл за основную команду «Шальке» ни разу, лишь попадал в заявку и принимал участие в матчах второй команды.
В 2004 году получил второй шанс заиграть, перейдя в бельгийский «Сент-Трюйден». И там у него дела сложились неплохо. Он сыграл 50 матчей за два сезона и забил в них 11 мячей и ещё много раз ассистировал партнёрам.
В 2006 году вернулся в Германию, подписав контракт с «Кайзерслаутерном», игравшем во Второй Бундеслиге. Хотя красные так и не вышли в Бундеслигу, Хайналь понравился многим командам и в 2007 году подписал контракт с «Карлсруэ», у которого в том сезоне собиралась неплохая команда для выхода в главную лигу страны. Сумма трансфера составила 0,5 миллионов евро. Во многом благодая Тамашу «Карлсруэ» выиграла Вторую Бундеслигу, а сам Тамаш в июле 2008 года подписал контракт с дортмундской «Боруссией», в которой он играет и по сей день. В начале 2011 года был отдан в аренду в «Штутгарт».

## Карьера в сборной
Пройдя многочисленные юношеские и молодёжные сборные своей страны, 9 октября 2004 года он наконец дебютировал за основную сборную Венгрии. Случилось это в гостевом матче отборочного турнира к чемпионату мира 2006 года против национальной команды Швеции, завершившемся поражением венгров со счётом 0:3. Всего на данный момент Тамаш провёл 34 матча за сборную Венгрии.

## Достижения
- Футболист года в Венгрии: 2007, 2008